# Monkhill (Kumbria)
Monkhill – wieś w Anglii, w Kumbrii, w dystrykcie (unitary authority) Cumberland. Leży 7 km na północny zachód od miasta Carlisle i 425 km na północny zachód od Londynu.